# Learkhosz
Learkhosz (ógörögül: Λέαρχος) a görög mitológia alakja, Athamasz Boiótia királya és Ino fia.

## Mitológia
Még gyerekkorában megölte apja, akit Héra őrjített meg büntetésül, amiért üdvözölte és felnevelte Dionüszoszt Zeusz és Szemelé, Ino húga törvénytelen fiát. Az apa, akit az őrület elvakított, a kis Learkhoszt oroszlánná (vagy más változat szerint őzbakká) változtatta, és megölte, míg az anya a másik fiával, Melikertésszel együtt levetette magát a szikláról. Ovidius ragaszkodik történetének néhány szánalmas részletéhez, például ahhoz, amikor a gyermek spontán módon az apjához fordult, hogy magához ölelje, nem tudva, hogy megőrült, és meg akarja ölni.
Dante Alighieri az őrület példájaként idézi a történetet az Isteni színjáték Pokol részében.

## Fordítás
Ez a szócikk részben vagy egészben  a   Learco című olasz Wikipédia-szócikk ezen változatának fordításán alapul.  Az eredeti cikk szerkesztőit annak laptörténete sorolja fel. Ez a jelzés csupán a megfogalmazás eredetét és a szerzői jogokat jelzi, nem szolgál a cikkben szereplő információk forrásmegjelöléseként.